# Turbo Basic
Turbo Basic は、元々は Robert 'Bob' Zale が開発したBASICコンパイラであり、ボーランドが製品化した。ボーランドが販売終了を決定したとき、Zale はそれを引き取り PowerBASIC に名称を変え、同名の会社を立ち上げてサポートと開発を継続した。
1985年に発売されたソフトウェアであり、当時のボーランドの言語製品である Turbo Pascal 4.0、Turbo C 1.0/1.5、Turbo Prolog 1.1 とよく似た黒い画面が特徴だった。青い画面がボーランドの特徴となるのは1989年ごろの Turbo C 2.0 や Turbo C++ 1.1 からであり、そのころには Turbo Basic や Turbo Prolog は既に販売終了していた。
当時の多くのBASIC処理系とは異なり、Turbo Basic は完全なコンパイラであり、MS-DOS用のネイティブなコードを生成した。他の実装はインタプリタだったり、ランタイムライブラリに依存していた。統合開発環境内でBASICプログラムを実行しデバッグすることが可能で、生成したEXEファイルは完全に単独で動作可能で、Turbo Basic 製品や、ランタイムライブラリのインストールは不要だった。

## コード例
下の例のように Turbo Basic の文法はALGOL風である。普通のBASICのように行番号を使うことはなく、制御構造が豊富であり、ALGOL風のサブルーチンをサポートしていた。Turbo Basic などがきっかけとなってBASICの拡張が盛んになり、構造化プログラミングが可能な言語になっていった。
```
 
INPUT
 
"What is your name:"
,
 
A$

 
PRINT
 
"Hello "
;
 
A$

 
DO

   
S$
 
=
 
""

   
INPUT
 
"How many stars do you want to print"
;
 
S

   
FOR
 
I
 
=
 
1
 
TO
 
S

     
S$
 
=
 
S$
 
+
 
"*"

   
NEXT
 
I

   
PRINT
 
S$

   
DO
 

     
INPUT
 
"Do you want to print more stars"
;
 
Q$

   
LOOP
 
WHILE
 
LEN
(
Q$
)
 
=
 
0

   
Q$
 
=
 
LEFT$
 
(
Q$
,
 
1
)

 
LOOP
 
WHILE
 
(
Q$
 
=
 
"Y"
)
 
OR
 
(
Q$
 
=
 
"y"
)

 
PRINT
 
"Goodbye "
;
 
A$

```